# Tạo nguyên mẫu
Tạo nguyên mẫu là một phương pháp trong quá trình phát triển sản phẩm. Nó liên quan đến việc sử dụng computer-aided design (CAD), computer-automated design (CAutoD) và computer-aided engineering (CAE) để xác thực một thiết kế trước khi tạo ra một nguyên mẫu thực. Điều này được thực hiện bằng máy tính (thường là 3D) tạo ra hình dạng hình học (các bộ phận) và kết hợp chúng thành một " lắp ráp" và thử nghiệm các chuyển động cơ học khác nhau, phù hợp với chức năng bộ phận. Việc lắp ráp các bộ phận riêng lẻ có thể dùng phần mềm CAE để mô phỏng hành vi của sản phẩm trong thực tế.

## Bối cảnh
Quá trình thiết kế và phát triển sản phẩm được sử dụng chủ yếu dựa vào kinh nghiệm và phán đoán của các kỹ sư trong việc tạo ra một khái niệm thiết kế ban đầu. Một nguyên mẫu ảo sau đó được xây dựng và thử nghiệm để đánh giá hiệu suất của nó. Không có bất kỳ cách nào để đánh giá hiệu suất của nó trước, nguyên mẫu ban đầu là rất khó để đáp ứng mong đợi. Các kỹ sư thường phải thiết kế lại khái niệm ban đầu nhiều lần để giải quyết những điểm yếu đã được tiết lộ trong thử nghiệm vật lý.

## Chuyển hướng sang tạo mẫu ảo
Ngày nay, các nhà sản xuất đang chịu áp lực giảm thời gian sản xuất và tối ưu hóa sản phẩm với mức hiệu suất và độ tin cậy cao hơn. Số lượng sản phẩm cao hơn đang được phát triển dưới dạng các nguyên mẫu ảo trong đó phần mềm mô phỏng kỹ thuật được sử dụng để dự đoán hiệu suất trước khi tạo nguyên mẫu. Các kỹ sư có thể nhanh chóng khám phá hiệu suất của hàng ngàn lựa chọn thiết kế mà không cần đầu tư thời gian và tiền bạc cần thiết để xây dựng các nguyên mẫu thực. Khả năng khám phá một loạt các lựa chọn thay thế thiết kế dẫn đến những cải tiến về hiệu suất và chất lượng thiết kế. Tuy nhiên, thời gian cần thiết để đưa sản phẩm ra thị trường thường giảm đáng kể bởi vì các nguyên mẫu ảo có thể được sản xuất nhanh hơn nhiều so với các nguyên mẫu thực.

## Quy trình tạo mẫu
Quy trình tạo mẫu hoàn toàn cho một sản phẩm hoặc một thành phần được sản xuất và lắp ráp, và nó liên kết kết quả của các quy trình với hiệu suất. Sự sẵn có sớm của các nguyên mẫu ảo thực tế như vậy cho phép kiểm tra và xác nhận hiệu suất diễn ra khi các quyết định thiết kế được thực hiện; cho phép tăng tốc hoạt động thiết kế và cung cấp thêm thông tin chi tiết về mối quan hệ giữa sản xuất và hiệu suất hơn có thể đạt được bằng cách xây dựng và thử nghiệm các nguyên mẫu thực. Những lợi ích bao gồm giảm chi phí trong cả thiết kế và sản xuất như tạo mẫu và thử nghiệm vật lý được giảm đáng kể / loại bỏ và các quy trình sản xuất gọn gàng nhưng mạnh mẽ được chọn.

## Tác động
Công ty nghiên cứu Aberdeen Group báo cáo rằng các nhà sản xuất hàng đầu, những người sử dụng rộng rãi mô phỏng sớm trong quá trình thiết kế, đạt doanh thu, chi phí và mục tiêu ngày và chất lượng cho 86% hoặc hơn các sản phẩm của họ. Các nhà sản xuất tốt nhất trong số các sản phẩm phức tạp nhất có được thị trường 158 ngày trước đó với chi phí thấp hơn 1,9 triệu đô la so với tất cả các nhà sản xuất khác. Các nhà sản xuất hàng đầu trong các sản phẩm đơn giản nhất có thể tiếp thị 21 ngày trước đó với chi phí phát triển sản phẩm ít hơn 21.000 đô la.

## Ví dụ điển hình
Fisker Automotive sử dụng nguyên mẫu ảo để thiết kế cấu trúc phía sau và các khu vực khác của Karma plug-in hybrid để đảm bảo tính toàn vẹn của bình nhiên liệu trong một vụ tai nạn phía sau như yêu cầu cho chứng nhận Federal Motor Vehicle Safety Standards (FMVSS) 301. Agilent Technologies đã sử dụng tạo mẫu ảo để thiết kế các hệ thống làm mát cho đầu hiệu chuẩn cho một dao động tốc độ cao mới. Miele sử dụng nguyên mẫu ảo để cải thiện sự phát triển của máy giặt khử trùng bằng cách mô phỏng đặc điểm hoạt động của họ sớm trong chu trình thiết kế.